# Korrupt (Band)
Korrupt ist eine norwegische Hardcore-Punk/Post-Hardcore-Band aus Kristiansand. 

## Bandgeschichte
Korrupt wurde 2017 von Esteban Munoz, dem ehemaligen Schlagzeuger von Social Suicide, gegründet. Munoz brachte außerdem deren Sänger Marius Jahnsen mit in die Band. Dazu kamen noch Cato Voreland (Bass) und Frederik Angelius Nome (Gitarre). Die Band wurde im sogenannten norwegischen „Bible Belt“, also Kristiansand und Umgebung gegründet.
Am 20. Oktober 2017 erschien ihr Debütalbum, das von Tommy Akerholdt (Silver) und Turbonegro produziert wurde. Das Album erschien über Fysiks Format als LP und als digitaler Tonträger. Das Album erreichte im Jahres-Poll der Zeitschrift Visions Platz 20.

## Musikstil
Die Band ist beeinflusst von der Umgebung, in der ihre Mitglieder aufwuchsen. Von klein auf mit Religiosität konfrontiert, handeln die Texte der Band vor allem von ihrem Abscheu gegenüber organisierter Religion, von persönlichen Dingen und von der Betonung der eigenen Individualität. Musikalisch ist die Band von vielen Stilen extremer und härterer Underground-Musik beeinflusst. So lassen sich Elemente aus Metal, Hardcore Punk, Emocore, Thrash Metal, Hard Rock und Melodycore in der Musik finden, die dadurch sehr abwechslungsreich erscheint.

## Diskografie
- 2017: Preachers and Creatures (Fysisk Format)